# Seznam dílů seriálu Alcatraz
Toto je seznam dílů seriálu Alcatraz. Americký dramatický televizní seriál Alcatraz měl premiéru na stanici Fox.

## Přehled řad
| Řada | Díly | Premiéra v USA | Premiéra v USA  | Premiéra v ČR | Premiéra v ČR  |
| Řada | Díly | První díl      | Poslední díl    | První díl     | Poslední díl   |
| ---- | ---- | -------------- | --------------- | ------------- | -------------- |
| 1    | 13   | 16. ledna 2012 | 26. března 2012 | 1. září 2013  | 19. října 2013 |

## Seznam dílů

### První řada (2012)
| Č. v seriálu | Původní název       | Český název         | Režie          | Scénář                                                                       | Premiéra v USA  | Premiéra v ČR  |
| ------------ | ------------------- | ------------------- | -------------- | ---------------------------------------------------------------------------- | --------------- | -------------- |
| 1            | Pilot               | Jack Sylvane        | Danny Cannon   | Steven Lilien, Bryan Wynbrandt a Elizabeth Sarnoff                           | 16. ledna 2012  | 1. září 2013   |
| 2            | Ernest Cobb         | Ernest Cobb         | Jack Bender    | Alison Balian                                                                | 16. ledna 2012  | 7. září 2013   |
| 3            | Kit Nelson          | Kit Nelson          | Jack Bender    | Jennifer Johnson                                                             | 23. ledna 2012  | 8. září 2013   |
| 4            | Cal Sweeney         | Cal Sweeney         | Brad Anderson  | Robert Hull                                                                  | 30. ledna 2012  | 14. září 2013  |
| 5            | Guy Hastings        | Guy Hastings        | Charles Beeson | Steven Lilien a Bryan Wynbrandt                                              | 6. února 2012   | 15. září 2013  |
| 6            | Paxton Petty        | Paxton Petty        | Paul Edwards   | námět: Jennifer Johnson scénář: Steven Lilien, Bryan Wynbrandt a Robert Hull | 13. února 2012  | 21. září 2013  |
| 7            | Johnny McKee        | Johnny McKee        | Brad Turner    | Toni Graphia                                                                 | 20. února 2012  | 22. září 2013  |
| 8            | The Ames Brothers   | Bratři Amesové      | Nick Copus     | Robert Hull                                                                  | 5. března 2012  | 28. září 2013  |
| 9            | Sonny Burnett       | Sonny Burnett       | Paul Edwards   | námět: Toni Graphia scénář: Toni Graphia a Robert Hull                       | 5. března 2012  | 29. září 2013  |
| 10           | Clarence Montgomery | Clarence Montgomery | Jack Bender    | Leigh Dana Jackson                                                           | 12. března 2012 | 6. října 2013  |
| 11           | Webb Porter         | Webb Porter         | Jack Bender    | Steven Lilien a Bryan Wynbrandt                                              | 19. března 2012 | 12. října 2013 |
| 12           | Garrett Stillman    | Garrett Stillman    | Eagle Egilsson | Leigh Dana Jackson a Coleman Herbert                                         | 26. března 2012 | 13. října 2013 |
| 13           | Tommy Madsen        | Tommy Madsen        | Aaron Lipstadt | Daniel Pyne a Jennifer Johnson                                               | 26. března 2012 | 19. října 2013 |